# Clumsy
"Clumsy" to piosenka pop stworzona przez Stacy Ferguson, Will.i.ama i Bobby'ego Troupa na debiutancki, solowy album Fergie, The Dutchess (2006). Utwór, który zawiera sampel z piosenki Little Richarda "The Girl Can't Help It", wydany został jako piąty singel z krążka. "Clumsy" znajduje się również na soundtracku do filmu Wpadka wyreżyserowanego przez Judd Apatow.

## Teledysk
Teledysk do singla nagrywany był dnia 7 września 2007 oraz reżyserowany przez duet Marc Webb i Rich Lee. Oficjalna premiera klipu odbyła się na witrynie internetowej AOL Music dnia 12 października 2007 roku.
Videoclip rozpoczyna się otwarciem pewnej książki, w której widnieją imiona reżyserów, wykonawczyni oraz tytuł utworu. Następnie Fergie zaczyna śpiewać na scenie; książka zmienia kartki i nagle artystka patrzy zza kulis wybiegu na mężczyznę, którym jest zauroczona, wychodzi na pokaz jako modelka jednak upada ze sceny, ponieważ rozproszył ją wcześniej wspomniany chłopak. Kartka ponownie się zmienia; możemy zobaczyć Fergie jadącą samochodem ze swoimi przyjaciółkami. Spogląda w lusterko i zauważa przystojnego mężczyznę; aby mu zaimponować artystka pokazuje możliwości swojego auta, które po chwili się rozpada. Potem widzimy wokalistkę śpiewającą na scenie razem ze swoim chórkiem, który przez przypadek potrąca co doprowadza do runięcia wybiegu. Następnie widzimy Ferguson lecącą dookoła świata samolotem obok mężczyzny. W finalnej części teledysku Fergie siada na gzymsie budynku i odczytuje wiadomość z telefonu komórkowego po czym spada. Łapie ją chłopak – obiekt wcześniejszych westchnień artystki. Razem idą ulicą trzymając się za rękę; książka się zamyka.

## Wydanie singla
W Nowej Zelandii, po ogromnym sukcesie poprzedniego singla "Big Girls Don't Cry", "Clumsy" zadebiutował na pozycji #35 notowania iTunes Store co doprowadziło do pojawienia się utworu na oficjalnej, nowozelandzkiej liście przebojów RIANZ na pozycji #31. Po pięciu tygodniach od debiutu utwór osiągnął miejsce #4 na wcześniej wspomnianym notowaniu, czyniąc "Clumsy" piątym singlem Fergie w Top 10 listy RIANZ Singles Chart. Piosenka zadebiutowała również na notowaniu Billboard Pop 100 na pozycji #82, gdzie po tygodniu osiągnęła miejsce #38; w końcu singel znalazł się na notowaniach Billboard Hot 100 oraz Canadian Hot 100 debiutując na pozycjach, odpowiednio, #91 i #79 by jako najwyższe miejsca osiągnąć pozycje odpowiednio, #5 oraz #4. W Wielkiej Brytanii "Clumsy" nie zyskał na popularności co uczyniło z piosenki najgorzej notowany utwór wokalistki w tymże kraju zajmując, jako najwyższą pozycję #62.

## Listy utworów i formaty singla
Promocyjny CD singel
1. "Clumsy" (Radio Edit)
2. "Clumsy" (Album version)

Ringle CD singel
1. "Clumsy" (Album version)
2. "Clumsy" (Remix)
3. "Glamorous" (Space Cowboy Remix)
4. "Clumsy" (Dzwonek polifoniczny)

CD singel
1. "Clumsy" (Radio Edit)
2. "Clumsy" (Instrumental)
3. "Clumsy" (Revisited)
4. "Clumsy" (Videoclip)

## Pozycje na listach
| Lista przebojów (2007)            | Najwyższa pozycja |
| --------------------------------- | ----------------- |
| Australia ARIA Singles Chart      | 3                 |
| Austria Singles Chart             | 53                |
| Dania Singles Chart               | 34                |
| Irlandia Singles Chart            | 17                |
| Kanada Billboard Hot 100          | 4                 |
| Niemcy Singles Chart              | 50                |
| Nowa Zelandia RIANZ Singles Chart | 4                 |
| Szwecja Singles Top 60 Chart      | 15                |
| UK Singles Chart                  | 62                |
| USA Billboard Hot 100             | 5                 |
| USA Billboard Pop 100             | 2                 |
| United World Chart                | 6                 |